# Mięsień prosty uda
Mięsień prosty uda (łac. musculus rectus femoris) – w anatomii człowieka gruby, wrzecionowaty, pierzasty mięsień należący do grupy przedniej mięśni uda, część mięśnia czworogłowego uda (jego głowa przednia).
Rozpoczyna się dwiema odnogami – przednią na kolcu biodrowym przednim dolnym kości biodrowej i tylną na górnym brzegu panewki oraz torebce stawu biodrowego. Leży powierzchownie na pozostałych głowach mięśnia czworogłowego (mięśniu obszernym przyśrodkowym, obszernym bocznym i obszernym pośrednim), jedynie u góry jest częściowo przykryty mięśniem krawieckim i mięśniem naprężaczem powięzi szerokiej. Razem z pozostałymi głowami mięśnia czworogłowego uda kończy się wspólnym ścięgnem końcowym, przyczepiającym się do górnego i bocznych brzegów rzepki, a do przodu od rzepki przechodzącym w więzadło rzepki, kończąc się na guzowatości kości piszczelowej.
Unaczyniony jest przez tętnicę boczną okalającą udo, a unerwiony przez nerw udowy (L2–4).
W odróżnieniu od pozostałych głów mięśnia czworogłowego uda, które działają jedynie na staw kolanowy prostując go, mięsień prosty uda jest także silnym zginaczem i odwodzicielem stawu biodrowego.